# UFL (비디오 게임)
UFL은 스트라이커즈(Strikerz Inc.)에서 개발하고 퍼블리싱한 부분 유료화 축구 비디오 게임이다. 처음에는 2022년과 2023년에 출시될 예정이었지만 이 게임은 2024년 9월 12일에 출시되었다.

## 개발
개발자들은 게임의 기본 모델을 "기술 우선 접근 방식과 지불 후 승리 옵션이 없는" "공정한 플레이"라고 설명한다. 스트라이커즈의 CEO 유진 나실로프는 게임 모델이 회사의 "핵심 원칙"이며 "플레이어의 성공은 게임 내 구매 횟수나 기부 가치에 달려 있어서는 안 됩니다"라고 말했다. 게임 개발은 2016년부터 진행되었으며 언리얼 엔진 5를 사용하여 제작되었다.
UFL은 2021년 게임스컴에서 티저 예고편으로 처음 공개되었다. 2023년에는 크리스티아누 호날두가 게임에 4천만 달러를 투자했다. 2024년 6월 7일, UFL은 엑스박스 시리즈 X/S 및 플레이스테이션 5 콘솔에서 오픈 베타를 출시했다. 6월 9일까지 이용 가능했다.